# Morgan County (West Virginia)
Morgan County is een van de 55 county's in de Amerikaanse staat West Virginia, gelegen in de oostelijke panhandle van West Virginia.
De county heeft een landoppervlakte van 593 km² en telt 14.943 inwoners (volkstelling 2000). De hoofdplaats is Bath (Berkeley Springs).

## Bevolkingsontwikkeling

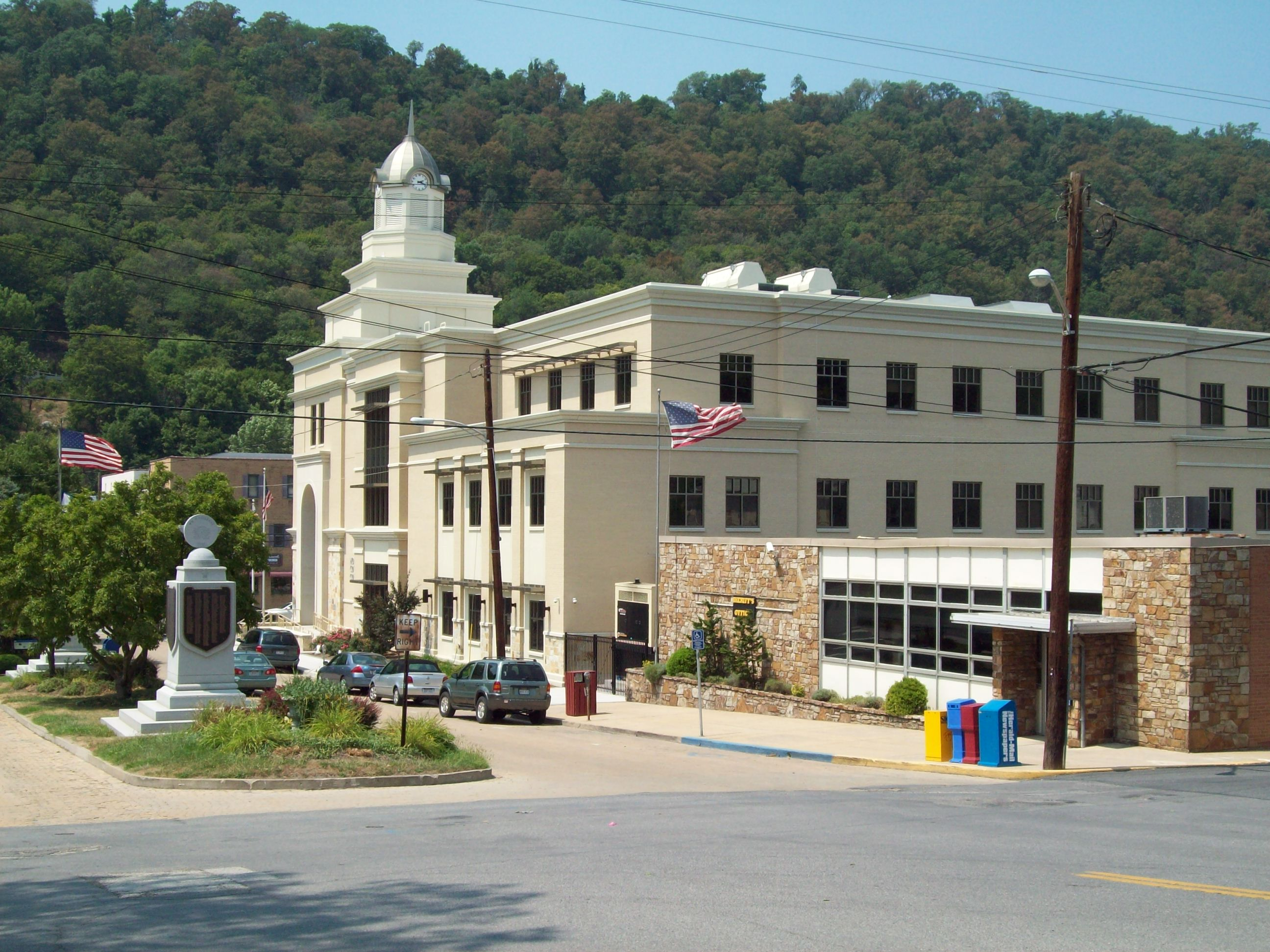
Morgan County Courthouse

Barbour County · Berkeley County · Boone County · Braxton County · Brooke County · Cabell County · Calhoun County · Clay County · Doddridge County · Fayatte County · Gilmer County · Grant County · Greenbrier County · Hampshire County · Hancock County · Hardy County · Harrison County · Jackson County · Jefferson County · Kanawha County · Lewis County · Lincoln County · Logan County · Marion County · Marshall County · Mason County · McDowell County · Mercer County · Mineral County · Mingo County · Monongalia County · Monroe County · Morgan County · Nicholas County · Ohio County · Pendleton County · Pleasants County · Pocahontas County · Preston County · Putnam County · Raleigh County · Randolph County · Ritchie County · Roane County · Summers County · Taylor County · Tucker County · Tyler County · Upshur County · Wayne County · Webster County · Wetzel County · Wirt County · Wood County · Wyoming County